# Nowa Brda
Nowa Brda (kaszb. Nowô Brda, niem. Neubraa) – osada  w Polsce położona w województwie pomorskim, w powiecie człuchowskim, w gminie Przechlewo.
Nowa Brda to śródleśna osada kaszubska,  nad rzeką Brdą. Przy trasie zawieszonej obecnie linii kolejowej Człuchów-Miastko funkcjonował przystanek kolejowy Nowa Brda. Osada jest częścią składową sołectwa Przechlewko.
W latach 1975–1998 miejscowość administracyjnie należała do województwa słupskiego.